# 阿姆斯勒島
64°45.8′S 64°05.2′W / 64.7633°S 64.0867°W
阿姆斯勒島（英語：Amsler Island）是南極洲的島嶼，長2.1公里、寬1公里，以美國海洋生物學家命名，與昂韋爾島以馬爾冰山麓相隔，現時由南極條約體系管理。

## 外部連結
- press release on island
- newspaper article on island （页面存档备份，存于）